# Junkgowa Corona
Junkgowa Corona est une corona, formation géologique en forme de couronne, située sur la planète Vénus par 37° N et 257° E. Elle est localisée dans le quadrangle de Kawelu Planitia. Elle a été nommée en référence à Junkgowa, déesse Yulengor (Australie) de la fertilité. 

## Géographie et géologie
Junkgowa Corona couvre une surface circulaire d'environ 280 km de diamètre. 